# Arne Næss
Arne Dekke Eide Næss, född 27 januari 1912 i Vestre Aker i Oslo, död 12 januari 2009 i Oslo, var en norsk filosof och grundare av ekosofin, även kallad djupekologin.

## Biografi
Næss tog magisterexamen 1933 och tre år senare försvarade han sin doktorsavhandling Erkenntnis und wissenschaftliches Verhalten. Han utnämndes till professor vid universitetet i Oslo 1939 vid 27 års ålder - och innehade denna professur till 1970. Han blev känd som grundläggaren av den så kallade Oslo-skolen och hade stor påverkan på universitetsutbildningen i Norge.
Under Tysklands ockupation av Norge tillhörde Næss motståndsrörelsen. Under senare delen av sitt liv blev Næss känd för sitt filosofiska och politiska arbete rörande miljöfrågor.
Enligt Næss har allt liv på jorden rätt till självutveckling och självförverkligande. Han använde gärna uttrycket possibilism. Næss var motståndsman, miljöaktivist och bergsklättrare. 1950 och 1964 ledde Næss klätterexpeditioner till Tirich Mir i Pakistan.
Næss språkfilosofiska huvudverk är Tolkning og presisering (1953) vars tolknings- och preciseringslära i den populariserade utgåvan En del elementære logiske emner (på svenska 1981 med titeln Empirisk semantik) i åratal var obligatoriskt kursmaterial för studenter vid de förberedande kurserna till examen philosophicum vid norska universitet.
Han skrev 1973 boken Ekologi, samhälle och livsstil, där han presenterar sin "djupa" ekologiska filosofi, som han ger namnet ekosofi. Han utkom 1999 med boken Livsfilosofi som handlar om hur känslor och förnuft samverkar.
I anslutning till hans 80-årsdag utgavs 1993 en festskrift Environmental ethics: discourses and cultural traditions.
Arne Næss var morbror till Arne Næss jr. (1937–2004), affärsman och bergsklättrare.
Næss dog 12 januari 2009, 96 år gammal.